# Тунисско-французские отношения
Тунисско-французские отношения — двусторонние дипломатические отношения между Тунисом и Францией.

## История
В 1881 году Франция победила во Франко-тунисской войне и основала Французский протекторат Тунис, который просуществовал до независимости этой страны в 1956 году. В 1957 году Франция прекратила оказывать финансовую помощь Тунису на сумму 33,5 миллиона долларов США из-за того, что тот поддержал движение за независимость соседнего Алжира. Президент Туниса Хабиб Бургиба заявил, что Франция и Тунис больше никогда не будут эксклюзивными партнёрами.
С 1987 года и до революции в Тунисе в 2011 году Франция поддерживала правление президента Туниса Зина аль-Абидина Бена Али, несмотря на гибель многочисленных демонстрантов на митингах. 31 января 2018 года президент Франции Эмманюэль Макрон осуществил официальный государственный визит в Тунис, где заявил, что намерен удвоить инвестиции французских компаний в экономику этой страны.
В октябре 2023 года перед посольством Франции в Тунисе прошла демонстрация, осуждающая визит «солидарности» президента Франции Эммануэля Макрона в Израиль, требующая высылки посла Франции в Тунисе Анны Геген, осуждающая визит Эммануэля Макрона в Тель. Авив во вторник обвинил Париж в поддержке Израиля в его войне против сектора Газа..

## Торговля
В 2018 году Франция являлась основным торгово-экономическим партнёром Туниса: на её долю приходилось 30 % от всего экспорта и 14 % от всего импорта этой африканской страны. Объём товарооборота между странами составлял сумму 1,2 млрд евро, около 140 000 граждан Туниса работали во французских компаниях.

## Дипломатические представительства
- Тунис имеет посольство в Париже[5].
- Франция содержит посольство в Тунисе[6].